# Pseudoanaplectinia yumotoi
Pseudoanaplectinia yumotoi är en kackerlacksart som beskrevs av Roth, L. M. 1995. Pseudoanaplectinia yumotoi ingår i släktet Pseudoanaplectinia och familjen småkackerlackor. Inga underarter finns listade i Catalogue of Life.